# Senegalit
Senegalit ist ein sehr selten vorkommendes Mineral aus der Mineralklasse der „Phosphate, Arsenate und Vanadate“. Es kristallisiert im orthorhombischen Kristallsystem mit der idealisierten Zusammensetzung Al2(PO4)(OH)3·H2O, ist also chemisch gesehen ein wasserhaltiges Aluminium-Phosphat mit zusätzlichen Hydroxidionen.
Senegalit ist ein supergenes Produkt und findet sich in Eisenerzlagerstätten insbesondere innerhalb des aluminiumreichen lateritischen Milieus. Er bildet krustenförmige Aggregate aus bis zu 5 mm großen, gut ausgebildeten Kristallen. Die Senegalit-Kristalle sitzen auf einer Kruste aus Türkis-Planerit und werden von Augelith, Variscit, Wavellit und Crandallit begleitet.

## Etymologie und Geschichte

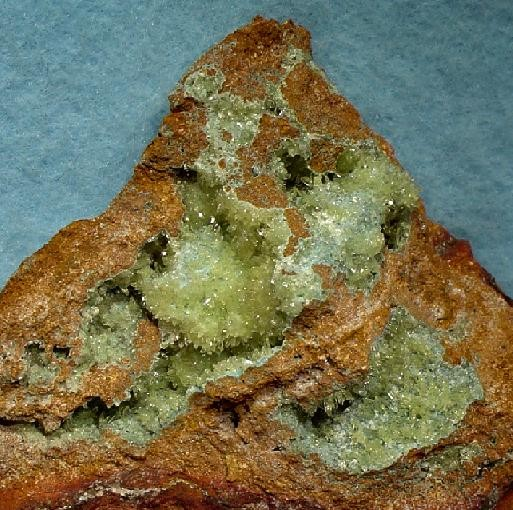
Mit Senegalit ausgekleidete boxworkartige Hohlräume in Limonitmatrix vom Mt. Kourou Diakouma, Senegal (Stufengröße: 8,5 cm × 7,0 cm × 3,0 cm)

Während der Aktivitäten des Bureau de recherches géologiques et minières (BRGM) im Senegal wurde am Mount Kourou Diakouma (Kouroudiako), im Grenzgebiet zu den Staaten Guinea und Mali, eine Eisenlagerstätte entdeckt, in deren Eisernem Hut limonitisierte Linsen mit deutlichen Phosphorgehalten angetroffen wurden. Ausdruck dessen war eine interessante Vergesellschaftung von verschiedenen Aluminiumphosphatmineralen, wobei sich bei den Analysen herausstellte, dass innerhalb der Paragenese ein unbekanntes Mineral vorliegt. Entsprechende Untersuchungen führten zur Feststellung des Vorliegens eines neuen Minerals, welches 1975 von der International Mineralogical Association (IMA) anerkannt und 1976 vom tschechisch-französischen Geologen und Mineralogen Zdeněk Johan (1935–2016) vom BRGM als Senegalit beschrieben wurde. Benannt wurde das Mineral nach dem Senegal – dem Land, in dem sich die Typlokalität des neuen Minerals befindet.
Typmaterial (Holotyp) des Minerals wird in der Sammlung der École nationale supérieure des mines Mines ParisTech in Paris, Frankreich, unter der Katalog-Nr. „Mission B.R.G.M., 1974“, sowie im ebenfalls in Paris befindlichen Muséum national d’histoire naturelle aufbewahrt.

## Klassifikation
Bereits in der veralteten, aber teilweise noch gebräuchlichen 8. Auflage der Mineralsystematik nach Strunz gehörte der Senegalit zur Mineralklasse der „Phosphate, Arsenate und Vanadate“ und dort zur Abteilung der „Wasserfreien Phosphate, mit fremden Anionen“, wo er zusammen mit Bulachit und Fluellit die unbenannte Gruppe VII/D.18 bildete.
Die seit 2001 gültige und von der International Mineralogical Association (IMA) verwendete 9. Auflage der Strunz’schen Mineralsystematik ordnet den Senegalit ebenfalls in die Klasse der „Phosphate, Arsenate und Vanadate“ und dort in die Abteilung der „Phosphate usw. mit zusätzlichen Anionen; mit H2O“ ein. Diese Abteilung ist allerdings weiter unterteilt nach der relativen Größe der beteiligten Kationen und dem Stoffmengenverhältnis der weiteren Anionen (OH etc.) zum Phosphat-, Arsenat- bzw. Vanadatkomplex (RO4), so dass das Mineral entsprechend seiner Zusammensetzung in der Unterabteilung „Mit ausschließlich mittelgroßen Kationen; (OH usw.) : RO4 = 3 : 1“ zu finden ist, wo es als einziges Mitglied die unbenannte Gruppe 8.DE.05 bildet.
Auch die vorwiegend im englischen Sprachraum gebräuchliche Systematik der Minerale nach Dana ordnet den Senegalit in die Klasse der „Phosphate, Arsenate und Vanadate“ und dort in die Abteilung der „Wasserhaltigen Phosphate etc., mit Hydroxyl oder Halogen“ ein. Hier ist er nur noch zusammen mit Bulachit in der „Senegalitgruppe“ mit der System-Nr. 42.06.07 innerhalb der Unterabteilung „Wasserhaltige Phosphate etc., mit Hydroxyl oder Halogen mit (AB)2(XO4)Zq × x(H2O)“ zu finden.

## Chemismus
Eine Mikrosondenanalyse am Senegalit lieferte Gehalte von 46,23 % Al2O3, 0,28 % Fe2O3, 31,83 % P2O5 und 21,00 % H2O. Auf der Basis von acht Sauerstoffatomen ergibt sich die gemessene Zusammensetzung Al1,98(PO4)0,98(OH)3,08·H2O, die zu Al2(PO4)(OH)3·H2O idealisiert wurde und Gehalte von 46,78 % Al2O3, 32,56 % P2O5 und 20,66 % H2O erfordert.
Senegalit ist das wasserärmere Analogon zum wasserreicheren Bolivarit, Al2(PO4)(OH)3•4–5H2O. Augelith, Al2(PO4)(OH)3, ist aus chemischer Sicht das wasserfreie Analogon zu Senegalit (und auch Bolivarit).

## Kristallstruktur
Senegalit kristallisiert orthorhombisch in der Raumgruppe P21nb (Raumgruppen-Nr. 33, Stellung 3) mit den Gitterparametern a = 7,675 Å; b = 9,711 Å und c = 7,635 Å sowie vier Formeleinheiten pro Elementarzelle.
In der Kristallstruktur des Senegalits verlaufen zwei symmetrisch äquivalente Ketten parallel [101] und [101]. Beide basieren auf Dimern aus kantenverknüpften verzerrten oktaedrischen Al(OH)3(H2O)(Op)2- und trigonal-dipyramidalen Al(OH)3(Op)2-Koordinationspolyedern, die weiterhin zur Komplettierung der Kette eckenverknüpft sind (Op ist der Sauerstoff der Phosphattetraeder). Eckenverknüpfende PO4-Tetraeder verbinden benachbarte Ketten und bilden so eine offene Schicht parallel (010). Weitere tetraedrische Eckenverknüpfungen bilden eine offene polyedrische Gerüststruktur.

## Eigenschaften

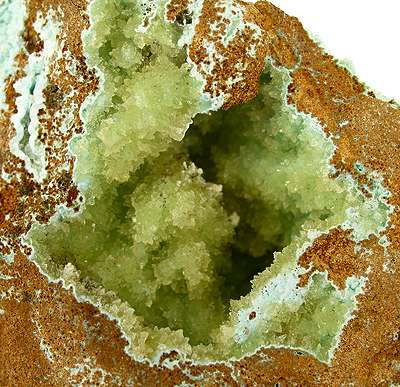
Senegalit von der Typlokalität am Mount Kourou Diakouma, Senegal (Stufengröße: 8,1 cm × 6,3 cm × 4,2 cm)

### Morphologie
Senegalit von der Typlokalität bildet hemimorphe, keil- bis lanzettförmige Kristalle bis zu 5 mm Größe, die charakteristischerweise auf Krusten aus Türkis-Planerit-Mischkristallen sitzen. Es wurden zwei verschiedene Typen von Senegalitkristallen unterschieden, die deutliche Unterschiede hinsichtlich Kristalltracht und Kristallhabitus aufweisen. Dazu zählen einerseits Kristalle, die plattig-tafelig nach [010] bzw. nach dem Pinakoid {010} entwickelt sind (Typ A) und andererseits prismatisch entwickelte Kristalle, an denen die Flächenformen {100} und {010} trachtbestimmend sind (Typ B). Typ A ist durch eine Kristalltracht aus {010}, {501}, {210}, {110} und {111} gekennzeichnet. Die hemimorphe Ausbildung zeigt sich in der völlig unterschiedlichen Entwicklung der beiden Kristallenden mit den dachförmigen Flächen des Doma parallel der b-Achse {502} an dem einen Ende und der orthorhombischen Pyramide {111} am anderen Ende. Die Tracht des Typs B besteht aus {100}, {010}, {110}, {011} und {111}. Auch diese Kristalle sind deutlich hemimorph und zeigen am einen Kristallende die Flächen des Doma parallel der a-Achse {011} und am anderen Ende ebenfalls die Flächen der Pyramide {111}.
Neben isoliert auf der Matrix sitzenden einzelnen Kristallen sind bis 1 cm große Gruppen von Kristallen sowie die krustenbildenden Aggregate auf Flächen von mehreren Quadratzentimetern bekannt. Die bis 3 mm großen Senegalitkristalle aus der Lagerstätte „Pirocaua“ in Brasilien sind dünntafelig nach dem Pinakoid {010} entwickelt. An ihnen finden sich ferner die Flächenformen {110}, {001}, {011}, {502} und {111}. In der Mina da Jangada erreichen die Senegalitkristalle Größen von 0,5 mm.

### Physikalische und chemische Eigenschaften
Senegalitkristalle sind farblos bis blassgelb. Im bergfrischen Zustand sind sie grün gefärbt, am Tageslicht werden sie gelblich. Ihre Strichfarbe ist dagegen immer weiß. Die Oberflächen der oft perfekt durchsichtigen Kristalle zeigen einen glasartigen Glanz. Senegalit besitzt eine mittelhohe Lichtbrechung und eine mittelhohe Doppelbrechung (δ = 0,025). Im durchfallenden Licht ist Senegalit farblos und ohne Pleochroismus.
Senegalit besitzt eine unvollkommenen Spaltbarkeit nach (100), wobei Angaben zu Bruch (Mineral) und Tenazität des Minerals nicht existieren. Senegalit weist eine Mohshärte von 5,5 auf und gehört damit zu den mittelharten Mineralen, die sich etwas leichter als das Referenzmineral Orthoklas mit einer Stahlfeile ritzen lassen. Die gemessene Dichte für Senegalit beträgt 2,552 g/cm³, die berechnete Dichte 2,551 g/cm³.

## Bildung und Fundorte

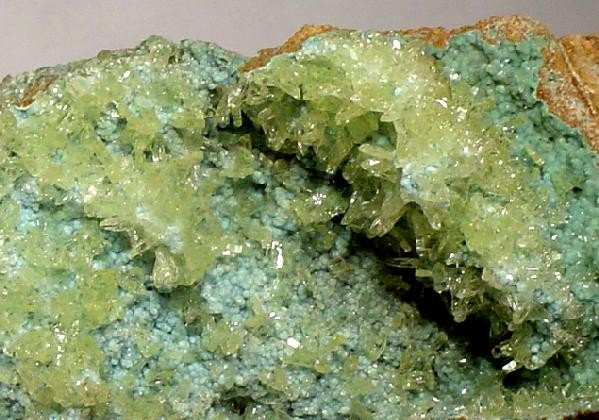
Senegalit auf Türkis vom Mount Kourou Diakouma, Senegal (Stufengröße: 6,3 cm × 4,0 cm × 2,4 cm)

Senegalit von der Typlokalität entstand in der Oxidationszone einer tiefgründig oxidierten (martitisierten) Eisenerzlagerstätte, die primär sedimentär oder vulkanogen gebildet, aber kontaktmetamorph überprägt wurde. Senegalit sitzt hier in Hohlräumen eines limonitisch-goethitischen Erzes mit „Boxwork“-Struktur auf einer blaugrünen Kruste aus einem Türkis-Planerit-Mischkristall. Typische Begleitminerale sind weitere aluminiumreiche Phosphate wie Augelith, Variscit, Wavellit und Crandallit. Auf den brasilianischen Fundstellen ist Senegalit ein typisches Mineral des aluminiumreichen lateritischen Milieus, weswegen in lateritischen Phosphatvorkommen mit der Anwesenheit von Senegalit stets zu rechnen ist und das Mineral deshalb weiter verbreitet ist als es die wenigen bekannten Fundstellen vermuten lassen. Charakteristische Parageneseminerale des Senegalits an den brasilianischen Fundstellen sind Crandallit-Goyazit, Wavellit, Variscit und Augelith. In der Lagerstätte „Morro do Cansa-Perna“ ist Senegalit innig mit Variscit und Wavellit verwachsen, in „Serra do Pirocaua“ sitzen Senegalit-Einkristalle auf einer Matrix aus Augelith und Goethit.
Als sehr seltene Mineralbildung konnte Senegalit bisher (Stand 2016) nur von fünf Fundpunkten beschrieben werden. Die Typlokalität für das Mineral ist der 40 km ostnordöstlich der Stadt Saraya liegende „Mount Kourou Diakouma“ (Kouroudiako). Diese Lagerstätte gehört zu der aus 28 individuellen Erzkörpern bestehenden Eisenerzregion Falémé im Becken des gleichnamigen Flusses, Region Tambacounda, Senegal.
Alle weiteren Fundpunkte liegen im Norden von Brasilien. Dazu zählen die in der Nähe der Mündung des Flusses Maracaçumé liegende Phosphatlagerstätte „Serra do Pirocaua“ bei Godofredo Viana, Maranhão; die Eisenerzlagerstätte „Mina da Jangada“ bei Brumadinho in Minas Gerais; sowie die proterozoische, Metalle der Seltenen Erden führenden Lateritlagerstätte des Alkaligesteinskomplexes „Maicuru“ bei Monte Alegre und die Lagerstätte „Morro do Cansa-Perna“ bei Cachoeira do Piriá, beide in Pará.
Fundstellen in Deutschland, Österreich und der Schweiz sind nicht bekannt.

## Verwendung
Senegalit ist aufgrund seiner Seltenheit ein bei Mineralsammlern begehrtes Mineral, ansonsten aber ohne jede praktische Bedeutung.